# Antonio Asturi
Antonio Asturi (Vico Equense, 2 novembre 1904 – Vico Equense, 3 gennaio 1986) è stato un pittore italiano.

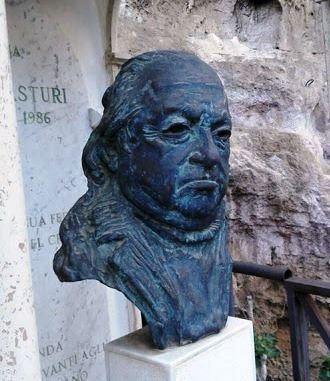
Ritratto Bronzeo di Antonio Asturi

Artista autodidatta, dopo una breve esperienza futurista che definì come una sbandata, restò fedele alla pittura figurativa, profondamente influenzato dalla personalità del maestro napoletano Antonio Mancini.
Antonio Mancini posò per lui nel 1930 poco prima della sua morte e restò talmente entusiasta che controfirmò il ritratto: Evviva chi l'ha fatto.
Elegante ritrattista, raffigurò anche Vincenzo Migliaro, che controfirmò il suo ritratto con un Lusingato! così come il filosofo Benedetto Croce, Salvador Dalí, Filippo Marinetti, James Ensor, Arturo Tosi, Giorgio De Chirico, Luigi Einaudi, Arturo Toscanini, Giovanni Papini.
Oltre agli oli, utilizzò anche tempera, china e sanguigna. Tra i temi preferiti oltre ai ritratti, ricorre quello della maternità. Nel primo periodo di produzione fino alla fine degli anni '50 utilizza prevalentemente la tecnica ad olio su tela o cartone incidendo la firma nel colore. Il successo di pubblico e critica lo portò ad aumentare la sua produzione passando alla tecnica a tempera, che gli consentiva di creare più velocemente. In un'intervista riferì di aver creato quasi diecimila opere. Maestro molto prolifico, produsse migliaia di opere spesso su materiali di recupero, biglietti ferroviari, e copertine di riviste. Famosissima in tutto il mondo la tematica della carrozzella un soggetto molto richiesto anche all'estero.
Il 20 Maggio del 2016 il Comune di Vico Equense gli ha intitolato il MAAAM (Museo Aperto Antonio Asturi) musei di città. CATALOGO ragionato a 30 anni dalla morte  Antonio Asturi il pittore della luce De Rosa Editore.       
Alcune sue opere sono custodite all'interno del palazzo episcopale.